# Hexatoma (Eriocera) tripunctipennis
Hexatoma (Eriocera) tripunctipennis is een tweevleugelige uit de familie steltmuggen (Limoniidae). De soort komt voor in het Oriëntaals gebied.